# Valdemadera
Valdemadera tỉnh và cộng đồng tự trị La Rioja, phía bắc Tây Ban Nha. Đô thị này có diện tích là 123,93 ki-lô-mét vuông, dân số năm 2009 là 9 người với mật độ 0,65 người/km². Đô thị này có cự ly 96 km so với Logroño.